# 阿松森區 (卡哈馬卡省)
7°19′29″S 78°31′02″W / 7.3248°S 78.5173°W
阿松森區（西班牙語：Distrito de Asunción），是秘魯的一個區，位於該國北部卡哈馬卡大區的卡哈馬卡省，面積210.2平方公里，海拔高度2,229米，2005年人口9,065，人口密度每平方公里43人。